# Colchester (Vermont)
Colchester és una població dels Estats Units a l'estat de Vermont. Segons el cens del 2000 tenia 16.986 habitants.

## Demografia
Segons el cens del 2000, Colchester tenia 16.986 habitants, 6.144 habitatges, i 4.184 famílies. La densitat de població era de 177,8 habitants per km².
Dels 6.144 habitatges en un 34,1% hi vivien nens de menys de 18 anys, en un 55,2% hi vivien parelles casades, en un 8,8% dones solteres, i en un 31,9% no eren unitats familiars. En el 22,2% dels habitatges hi vivien persones soles el 5% de les quals corresponia a persones de 65 anys o més que vivien soles. El nombre mitjà de persones vivint en cada habitatge era de 2,5 i el nombre mitjà de persones que vivien en cada família era de 2,96.
Per edats la població es repartia de la següent manera: un 22,6% tenia menys de 18 anys, un 16,2% entre 18 i 24, un 32,1% entre 25 i 44, un 22,7% de 45 a 60 i un 6,4% 65 anys o més.
L'edat mediana era de 33 anys. Per cada 100 dones de 18 o més anys hi havia 95 homes.
La renda mediana per habitatge era de 51.429 $ i la renda mediana per família de 58.358 $. Els homes tenien una renda mediana de 38.268 $ mentre que les dones 30.880 $. La renda per capita de la població era de 22.472 $. Entorn del 5,4% de les famílies i el 6,3% de la població estaven per davall del llindar de pobresa.